# 1901 en mathématiques
Cet article présente les faits marquants de l'année 1901 en mathématiques.

## Événements
- Les mathématiciens allemands Carl Runge et Martin Wilhelm Kutta élaborent les méthodes qui portent leurs noms utilisées pour résoudre des équations différentielles[1].

## Naissances
- 18 janvier : Ivan Petrovski (mort en 1973), mathématicien soviétique d'origine russe.
- 10 février : Richard Brauer (mort en 1977), mathématicien allemand et américain.
- 2 mars : Grete Hermann (morte en 1984), mathématicienne et philosophe allemande.
- 3 mars : Otto Schreier (mort en 1929), mathématicien autrichien.
- 6 mars : Naum Akhiezer (mort en 1980), mathématicien russe.
- 5 avril : Subbayya Sivasankaranarayana Pillai (mort en 1950), mathématicien indien.
- 6 avril : Paul Libois (mort en 1990), mathématicien et homme politique belge.
- 19 avril : Kiyoshi Oka (mort en 1978), mathématicien japonais.
- 2 mai : Édouard Zeckendorf (mort en 1983), médecin, officier de l'armée, et mathématicien belge.
- 20 mai : Max Euwe (mort en 1981), joueur d'échecs et mathématicien néerlandais.
- 11 juillet : Renato Calapso (mort en 1976), mathématicien italien.
- 15 août : Piotr Novikov (mort en 1975), mathématicien russe.
- 21 août : Edward Thomas Copson (mort en 1980), mathématicien britannique.
- 24 août : Semion Gerschgorin (mort en 1933), mathématicien soviétique (biélorusse).
- 2 septembre : George Temple (mort en 1992), mathématicien britannique.
- 21 septembre : Georg Rasch (mort en 1980), mathématicien danois.
- 28 septembre : Kurt Friedrichs (mort en 1982), mathématicien allemand-américain.
- 3 octobre : François Le Lionnais (mort en 1984), ingénieur chimiste et mathématicien français.
- 26 octobre : Herman Auerbach (mort en 1942), mathématicien polonais.
- 18 novembre : Laura Guggenbühl (morte en 1985), mathématicienne américaine.
- 19 novembre : Nina Bari (morte en 1961), mathématicienne soviétique.

## Décès

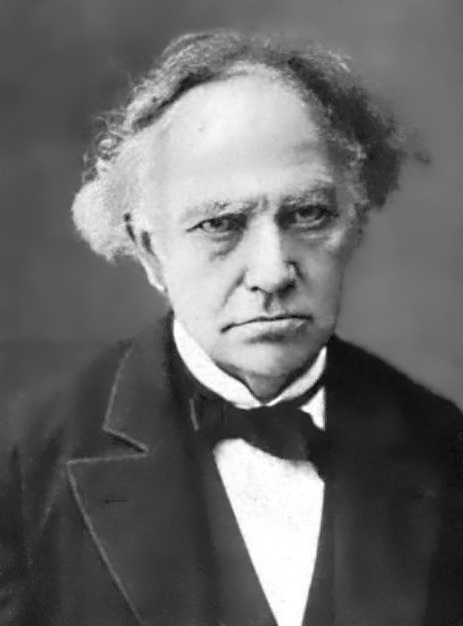
Charles Hermite

- 14 janvier : Charles Hermite (né en 1822), mathématicien français.
- 7 février : Oscar Xavier Schlömilch (né en 1823), mathématicien allemand.
- 30 mai : Victor D'Hondt (né en 1841), juriste et mathématicien belge.
- 4 juillet : Peter Guthrie Tait (né en 1831), physicien et mathématicien écossais.
- 12 août : Ernest de Jonquières (né en 1820) amiral, mathématicien et homme de lettres français.
- William Mathews (né en 1828), géomètre, alpiniste et botaniste britannique.